# Kiełpin (Mazovie)
Pour les articles homonymes, voir Kiełpin.
Kiełpin [ˈkʲɛu̯pin] est un village polonais de la gmina de Łomianki, situé dans la Powiat de Varsovie-ouest et dans la voïvodie de Mazovie, dans le centre-est de la Pologne.
Il se situe à environ 3 kilomètres au nord-ouest de Łomianki, 16 kilomètres au nord d'Ożarów Mazowiecki et 18 kilomètres au nord-ouest de Varsovie.
Le village a une population de 1 381 habitants en 2008.